# ابی (ایندیانا)
ابی (به انگلیسی: Eby) یک منطقهٔ مسکونی در ایالات متحده آمریکا است که در ایندیانا واقع شده‌است. ابی ۱۴۹ متر بالاتر از سطح دریا واقع شده‌است.